# 판지나드강

판지나드강(펀잡어, 우르두어: پنجند)은 파키스탄에 있는 강으로 체나브강과 수틀레지강이 합류하는 지점에서 시작하여 71km를 흐르다가 인더스강에 합류한다. 명칭은 페르시아어로 숫자 5를 뜻하는 판지와 산스크리트어로 강을 뜻하는 나디가 합쳐진 말로, 여기서 말하는 강 5곳은 체나브강, 수틀레지강, 체나브강에 합류하는 젤룸강과 라비강, 수틀레지강에 합류하는 베아스강을 일컫는다.